# Liste der Baudenkmäler im Wuppertaler Wohnquartier Brill (P–Z)
Die Liste der Baudenkmäler im Wuppertaler Wohnquartier Brill (P–Z) enthält die denkmalgeschützten Bauwerke auf dem Gebiet von Wuppertal-Brill in Nordrhein-Westfalen (Stand: November 2011). Diese Baudenkmäler sind in der Denkmalliste der Stadt Wuppertal eingetragen; Grundlage für die Aufnahme ist das Denkmalschutzgesetz Nordrhein-Westfalen (DSchG NRW).

## Auszug aus der Denkmalliste

### Eingetragene Baudenkmäler
| Bild           | Bezeichnung            | Lage                                | Beschreibung                                                                              | Bauzeit                              | Eingetragen seit   | Denkmal- nummer |
| -------------- | ---------------------- | ----------------------------------- | ----------------------------------------------------------------------------------------- | ------------------------------------ | ------------------ | --------------- |
| weitere Bilder | Wohnhaus               | Brill Platzhoffstraße 1 Karte       |                                                                                           | zwischen 1864 und 1873               | 24. September 1993 | 3128 Wikidata   |
| weitere Bilder | Wohnhaus               | Brill Platzhoffstraße 2 Karte       |                                                                                           | zwischen 1870 und 1873               | 28. Mai 1993       | 2964 Wikidata   |
| weitere Bilder | Wohnhaus               | Brill Platzhoffstraße 3 Karte       |                                                                                           | gründerzeitlich                      | 21. März 1989      | 1556 Wikidata   |
| weitere Bilder | Wohnhaus               | Brill Platzhoffstraße 4 Karte       |                                                                                           | zwischen 1870 und 1873               | 13. Mai 1993       | 2939 Wikidata   |
| weitere Bilder | Wohnhaus               | Brill Platzhoffstraße 5 Karte       |                                                                                           | zwischen 1860 und 1870               | 7. Juni 1993       | 2974 Wikidata   |
| weitere Bilder | Wohnhaus               | Brill Platzhoffstraße 6 Karte       |                                                                                           | zwischen 1860 und 1870               | 7. Juni 1993       | 2975 Wikidata   |
| weitere Bilder | Wohnhaus               | Brill Platzhoffstraße 7 Karte       |                                                                                           | zwischen 1860 und 1870               | 3. Februar 1993    | 2737 Wikidata   |
| weitere Bilder | Wohnhaus               | Brill Platzhoffstraße 8 Karte       |                                                                                           | zwischen 1860 und 1870               | 7. Juni 1993       | 2973 Wikidata   |
| weitere Bilder | Wohnhaus               | Brill Platzhoffstraße 9 Karte       |                                                                                           | zwischen 1860 und 1870               | 28. Juni 1993      | 2995 Wikidata   |
| weitere Bilder | Wohnhaus               | Brill Platzhoffstraße 10 Karte      |                                                                                           | zwischen 1860 und 1870               | 28. Juni 1993      | 2997 Wikidata   |
| weitere Bilder | Wohnhaus               | Brill Platzhoffstraße 12 Karte      | Wohnhaus Platzhoffstraße 12                                                               | zwischen 1864 und 1870               | 28. Juni 1993      | 2996 Wikidata   |
| weitere Bilder | Wohnhaus               | Brill Platzhoffstraße 14 Karte      |                                                                                           | zwischen 1876 und 1886               | 16. Juli 1993      | 3011 Wikidata   |
| weitere Bilder | Wohnhaus               | Brill Platzhoffstraße 15 Karte      |                                                                                           | zwischen 1873 und 1876               | 30. Juni 1993      | 2998 Wikidata   |
| weitere Bilder | Wohnhaus               | Brill Platzhoffstraße 17 Karte      |                                                                                           | Ende des 19. Jahrhunderts            | 28. September 1984 | 149 Wikidata    |
| weitere Bilder | Wohnhaus               | Brill Platzhoffstraße 19 Karte      |                                                                                           | vor 1895                             | 19. Dezember 1986  | 932 Wikidata    |
| weitere Bilder | Villa                  | Brill Platzhoffstraße 22 Karte      |                                                                                           | 1908                                 | 18. Januar 1994    | 3253 Wikidata   |
| weitere Bilder | Villa                  | Brill Platzhoffstraße 23 Karte      |                                                                                           | um 1900                              | 17. April 1986     | 750 Wikidata    |
| weitere Bilder | Villa                  | Brill Platzhoffstraße 24 Karte      |                                                                                           | 1925                                 | 17. April 1986     | 751 Wikidata    |
| weitere Bilder | Villa                  | Brill Platzhoffstraße 25 Karte      | Villa Julie Bayer, nach ihrem späteren Bewohner Carl Duisberg auch Villa Duisberg genannt | 1895–1896                            | 22. März 1989      | 1557 Wikidata   |
| weitere Bilder | Villa                  | Brill Platzhoffstraße 49 Karte      |                                                                                           | Ende des 19. Jahrhunderts            | 3. November 1986   | 899 Wikidata    |
| weitere Bilder | Villa                  | Brill Platzhoffstraße 55 Karte      |                                                                                           | zwischen 1880 und 1885               | 28. Oktober 1993   | 3158 Wikidata   |
| weitere Bilder | Wohnhaus               | Brill Richard-Wagner-Straße 2 Karte | eine D-Nummer wie Bayreuther Straße 23, 25, Mozartstraße 61, 63, Richard-Wagner-Straße 4  | 1928                                 | 13. November 1992  | 2538 Wikidata   |
| weitere Bilder | Wohnhaus               | Brill Richard-Wagner-Straße 4 Karte | eine D-Nummer wie Bayreuther Straße 23, 25, Mozartstraße 61, 63, Richard-Wagner-Straße 2  | 1928                                 | 13. November 1992  | 2538 Wikidata   |
| weitere Bilder | Villa                  | Brill Roonstraße 10 Karte           |                                                                                           | um die Jahrhundertwende              | 8. April 1987      | 1023 Wikidata   |
| weitere Bilder | Wohnhaus               | Brill Roonstraße 12 Karte           |                                                                                           | um 1900                              | 15. Juni 1992      | 2266 Wikidata   |
| weitere Bilder | Wohnhaus               | Brill Roonstraße 14 Karte           |                                                                                           | um 1900                              | 6. März 1996       | 3869 Wikidata   |
| weitere Bilder | Wohnhaus               | Brill Roonstraße 16 Karte           |                                                                                           | um 1900                              | 17. März 1993      | 2833 Wikidata   |
| weitere Bilder | Wohnhaus               | Brill Roonstraße 18 Karte           |                                                                                           | um 1900                              | 6. August 1996     | 3972 Wikidata   |
| weitere Bilder | Wohnhaus               | Brill Roonstraße 20 Karte           |                                                                                           | spätes 19. Jahrhundert               | 16. Mai 1989       | 1609 Wikidata   |
| weitere Bilder | Wohnhaus               | Brill Roonstraße 22 Karte           |                                                                                           | spätes 19. Jahrhundert               | 27. März 1987      | 1014 Wikidata   |
| weitere Bilder | Wohnhaus               | Brill Roonstraße 24 Karte           |                                                                                           | spätes 19. Jahrhunderts              | 19. April 1989     | 1586 Wikidata   |
| weitere Bilder | Wohnhaus               | Brill Roonstraße 26 Karte           |                                                                                           | spätes 19. Jahrhundert               | 27. März 1987      | 1015 Wikidata   |
| weitere Bilder | Villa                  | Brill Roonstraße 28 Karte           |                                                                                           | um 1895                              | 23. Dezember 1991  | 1989 Wikidata   |
| weitere Bilder | Villa                  | Brill Roonstraße 30 Karte           |                                                                                           | um die Jahrhundertwende              | 8. April 1987      | 1024 Wikidata   |
| weitere Bilder | Wohnhaus               | Brill Roonstraße 33 Karte           |                                                                                           | spätes 19. Jahrhunderts              | 11. September 1984 | 132 Wikidata    |
| weitere Bilder | Wohnhaus               | Brill Roonstraße 35 Karte           |                                                                                           | um 1900                              | 6. Juli 1987       | 1082 Wikidata   |
| weitere Bilder | Wohnhaus               | Brill Roonstraße 37 Karte           |                                                                                           | spätes 19. Jahrhundert               | 21. Mai 1987       | 1060 Wikidata   |
| weitere Bilder | Wohnhaus               | Brill Roonstraße 39 Karte           |                                                                                           | spätes 19. Jahrhundert               | 4. Dezember 1989   | 1666 Wikidata   |
| weitere Bilder | Wohnhaus               | Brill Roonstraße 41 Karte           | Wohnhaus Roonstraße 41                                                                    | um 1890                              | 11. Oktober 1985   | 615 Wikidata    |
| weitere Bilder | Villa                  | Brill Roonstraße 43 Karte           |                                                                                           | um 1890                              | 2. Juli 1985       | 528 Wikidata    |
| weitere Bilder | Doppelwohnhaus/Villa   | Brill Roonstraße 44 Karte           | eine D-Nummer mit Roonstraße 46                                                           | zwischen 1892 und 1895               | 13. Juni 1994      | 3428 Wikidata   |
| weitere Bilder | Doppelwohnhaus/Villa   | Brill Roonstraße 46 Karte           | eine D-Nummer mit Roonstraße 44                                                           | zwischen 1892 und 1895               | 13. Juni 1994      | 3428 Wikidata   |
| weitere Bilder | Villa                  | Brill Roonstraße 50 Karte           |                                                                                           | 1901                                 | 25. Juni 1996      | 3951 Wikidata   |
| weitere Bilder | Villa                  | Brill Roonstraße 52 Karte           |                                                                                           | um die Jahrhundertwende              | 3. Juli 1985       | 541 Wikidata    |
| weitere Bilder | Villa                  | Brill Roonstraße 54 Karte           |                                                                                           | 1901                                 | 13. Februar 1992   | 2043 Wikidata   |
| weitere Bilder | Stollenportal          | Brill Sadowastraße Karte            | unbeziffert an der Abzweigung Am Buschhäuschen/Sadowastraße gelegen                       | 1877 bis 1879                        | 24. November 1992  | 2547 Wikidata   |
| weitere Bilder | Wohnhaus               | Brill Sadowastraße 7 Karte          |                                                                                           | zwischen 1870 und 1875               | 9. Mai 1989        | 1604 Wikidata   |
| weitere Bilder | Wohnhaus               | Brill Sadowastraße 9 Karte          |                                                                                           | zwischen 1867 und 1873               | 8. August 1994     | 3503 Wikidata   |
| weitere Bilder | Villa                  | Brill Sadowastraße 12 Karte         |                                                                                           | um 1900                              | 12. November 1986  | 909 Wikidata    |
| weitere Bilder | Wohnhaus               | Brill Sadowastraße 15 Karte         |                                                                                           | zwischen 1870 und 1875               | 11. Mai 1989       | 1606 Wikidata   |
| weitere Bilder | Wohnhaus               | Brill Sadowastraße 17 Karte         |                                                                                           | zwischen 1860 und 1870               | 8. August 1994     | 3504 Wikidata   |
| weitere Bilder | Villa mit Gartengrotte | Brill Sadowastraße 19 Karte         |                                                                                           | zwischen 1880 und 1886               | 25. Januar 1995    | 3645 Wikidata   |
| weitere Bilder | Wohnhaus               | Brill Sadowastraße 24 Karte         |                                                                                           | zwischen 1880 und 1885               | 2. August 1994     | 3492 Wikidata   |
| weitere Bilder | Wohnhaus               | Brill Sadowastraße 24 a Karte       | eine D-Nummer mit Sadowastraße 26a                                                        | zwischen 1880 und 1883               | 11. Mai 1989       | 1605 Wikidata   |
| weitere Bilder | Wohnhaus               | Brill Sadowastraße 25 Karte         |                                                                                           | spätes 19. Jahrhundert               | 19. April 1989     | 1588 Wikidata   |
| weitere Bilder | Wohnhaus               | Brill Sadowastraße 25 a Karte       |                                                                                           | letztes Viertel des 19. Jahrhunderts | 2. Juli 1991       | 1904 Wikidata   |
| weitere Bilder | Wohnhaus               | Brill Sadowastraße 26 Karte         |                                                                                           | um 1880                              | 26. Februar 2009   | 4232 Wikidata   |
| weitere Bilder | Wohnhaus               | Brill Sadowastraße 26 a Karte       | eine D-Nummer mit Sadowastraße 24a                                                        | zwischen 1880 und 1883               | 11. Mai 1989       | 1605 Wikidata   |
| weitere Bilder | Wohnhaus               | Brill Sadowastraße 27 Karte         |                                                                                           | letztes Viertel des 19. Jahrhunderts | 8. November 1991   | 1931 Wikidata   |
| weitere Bilder | Wohngebäude            | Brill Sadowastraße 27 a Karte       |                                                                                           | frühes 20. Jahrhundert               | 14. August 2003    | 3545 Wikidata   |
| weitere Bilder | Wohnhaus               | Brill Sadowastraße 28 Karte         |                                                                                           | Ende des 19. Jahrhunderts            | 28. Mai 1993       | 2961 Wikidata   |
| weitere Bilder | Wohnhaus               | Brill Sadowastraße 29 Karte         |                                                                                           | um 1885                              | 7. Juni 1993       | 2981 Wikidata   |
| weitere Bilder | Wohnhaus               | Brill Sadowastraße 30 Karte         |                                                                                           | um 1882                              | 7. Juni 1993       | 2980 Wikidata   |
| weitere Bilder | Wohnhaus               | Brill Sadowastraße 32 Karte         |                                                                                           | 1902                                 | 1. April 1992      | 2137 Wikidata   |
| weitere Bilder | Wohnhaus               | Brill Sadowastraße 33 Karte         |                                                                                           | 1898/99                              | 31. Mai 1989       | 1612 Wikidata   |
| weitere Bilder | Wohnhaus               | Brill Sadowastraße 35 Karte         |                                                                                           | zwischen 1892 und 1895               | 11. April 1994     | 3362 Wikidata   |
| weitere Bilder | Villa                  | Brill Sadowastraße 61 Karte         |                                                                                           | 1891                                 | 21. Juni 1989      | 1617 Wikidata   |
| weitere Bilder | Villa                  | Brill Sadowastraße 64 Karte         |                                                                                           | 1880                                 | 7. September 1987  | 1123 Wikidata   |
| weitere Bilder | Wohnhaus               | Brill Scheibenstraße 1 Karte        |                                                                                           | zwischen 1873 und 1875               | 22. Februar 1996   | 3866 Wikidata   |
| weitere Bilder | Wohnhaus               | Brill Scheibenstraße 3 Karte        |                                                                                           | zwischen 1873 und 1875               | 22. Februar 1996   | 3862 Wikidata   |
| weitere Bilder | Wohnhaus               | Brill Scheibenstraße 5 Karte        |                                                                                           | zwischen 1873 und 1876               | 22. Februar 1996   | 3864 Wikidata   |
| weitere Bilder | Wohnhaus               | Brill Scheibenstraße 9 Karte        |                                                                                           | zwischen 1873 und 1876               | 22. Februar 1996   | 3863 Wikidata   |
| weitere Bilder | Villa                  | Brill Viktoriastraße 20 Karte       |                                                                                           | 1888                                 | 9. September 1993  | 3091 Wikidata   |
| weitere Bilder | Villa                  | Brill Viktoriastraße 24 Karte       |                                                                                           | zwischen 1882 und 1889               | 25. Januar 1989    | 1529 Wikidata   |
| weitere Bilder | Villa                  | Brill Viktoriastraße 30 Karte       |                                                                                           | 1894                                 | 8. April 1987      | 1028 Wikidata   |
| weitere Bilder | Villa                  | Brill Viktoriastraße 35 Karte       |                                                                                           | 1890                                 | 23. September 1993 | 3116 Wikidata   |
| weitere Bilder | Villa                  | Brill Viktoriastraße 36 Karte       |                                                                                           | 1885                                 | 18. Juni 1985      | 519 Wikidata    |
| weitere Bilder | Villa                  | Brill Viktoriastraße 40 Karte       |                                                                                           | zwischen 1895 und 1901/02            | 9. November 1993   | 3165 Wikidata   |
| weitere Bilder | Villa                  | Brill Viktoriastraße 43 Karte       |                                                                                           | um 1900                              | 3. Juni 1985       | 507 Wikidata    |
| weitere Bilder | Villa                  | Brill Viktoriastraße 45 Karte       |                                                                                           | um 1895                              | 3. Dezember 1993   | 3212 Wikidata   |
| weitere Bilder | Villa                  | Brill Viktoriastraße 49 Karte       |                                                                                           | um 1898                              | 15. April 1987     | 1036 Wikidata   |
| weitere Bilder | Wohnhaus               | Brill Viktoriastraße 60 Karte       |                                                                                           | 1935                                 | 7. September 1992  | 2414 Wikidata   |
| weitere Bilder | Wohnhaus               | Brill Viktoriastraße 62 Karte       | eine D-Nummer mit Viktoriastraße 64                                                       | 1935                                 | 7. September 1992  | 2401 Wikidata   |
| weitere Bilder | Wohnhaus               | Brill Viktoriastraße 64 Karte       | eine D-Nummer mit Viktoriastraße 62                                                       | 1935                                 | 7. September 1992  | 2401 Wikidata   |
| weitere Bilder | Wohnhaus               | Brill Viktoriastraße 66 Karte       |                                                                                           | 1935                                 | 7. September 1992  | 2407 Wikidata   |
| weitere Bilder | Villa                  | Brill Viktoriastraße 67 Karte       |                                                                                           | zwischen 1876 und 1880               | 8. Dezember 1993   | 3223 Wikidata   |
| weitere Bilder | Remise                 | Brill Viktoriastraße 79 Karte       |                                                                                           | um 1890                              | 15. April 1998     | 4091 Wikidata   |
| weitere Bilder | Wohnhaus               | Brill Viktoriastraße 81 Karte       | eine bauliche Einheit mit Viktoriastraße 83                                               | um 1890                              | 27. November 1998  | 4105 Wikidata   |
| weitere Bilder | Wohnhaus               | Brill Viktoriastraße 83 Karte       | eine bauliche Einheit mit Viktoriastraße 81                                               | um 1890                              | 27. November 1998  | 4105 Wikidata   |
| weitere Bilder | Villa                  | Brill Viktoriastraße 85 Karte       |                                                                                           | Ende des 19. Jahrhunderts            | 18. Juli 1986      | 815 Wikidata    |
| weitere Bilder | Doppelwohnhaus/Villa   | Brill Viktoriastraße 87 Karte       |                                                                                           | gegen 1890                           | 5. Juni 1998       | 4097 Wikidata   |
| weitere Bilder | Doppelwohnhaus/Villa   | Brill Viktoriastraße 89 Karte       |                                                                                           | gegen 1890                           | 19. September 1996 | 4015 Wikidata   |
| weitere Bilder | Villa                  | Brill Viktoriastraße 91 Karte       |                                                                                           | gegen 1890                           | 24. September 1996 | 4029 Wikidata   |
| weitere Bilder | Villa                  | Brill Viktoriastraße 93 Karte       |                                                                                           | 1894 bis 1896                        | 9. Mai 1994        | 3400 Wikidata   |
| weitere Bilder | Doppelwohnhaus/Villa   | Brill Viktoriastraße 97 Karte       |                                                                                           | Ende des 19. Jahrhunderts            | 12. Dezember 1984  | 216 Wikidata    |
| weitere Bilder | Doppelwohnhaus/Villa   | Brill Viktoriastraße 99 Karte       |                                                                                           | Ende des 19. Jahrhunderts            | 12. Dezember 1984  | 217 Wikidata    |
| weitere Bilder | Wohnhaus               | Brill Von-der-Tann-Straße 4 Karte   |                                                                                           | spätes 19. Jahrhundert               | 26. Januar 1987    | 945 Wikidata    |
| weitere Bilder | Wohnhaus               | Brill Von-der-Tann-Straße 5 Karte   |                                                                                           | um 1870                              | 30. April 1987     | 1043 Wikidata   |
| weitere Bilder | Wohnhaus               | Brill Von-der-Tann-Straße 6 Karte   |                                                                                           | spätes 19. Jahrhundert               | 14. April 1989     | 1571 Wikidata   |
| weitere Bilder | Wohnhaus               | Brill Von-der-Tann-Straße 7 Karte   |                                                                                           | um 1870                              | 27. Februar 1992   | 2070 Wikidata   |
| weitere Bilder | Wohnhaus               | Brill Von-der-Tann-Straße 9 Karte   |                                                                                           | um 1870                              | 27. Februar 1992   | 2069 Wikidata   |
| weitere Bilder | Wohnhaus               | Brill Von-der-Tann-Straße 10 Karte  |                                                                                           | letztes Viertel des 19. Jahrhunderts | 12. Juli 1990      | 1796 Wikidata   |
| weitere Bilder | Wohnhaus               | Brill Von-der-Tann-Straße 11 Karte  |                                                                                           | zwischen 1867 und 1870               | 10. März 1992      | 2094 Wikidata   |
| weitere Bilder | Wohnhaus               | Brill Von-der-Tann-Straße 12 Karte  |                                                                                           | zwischen 1867 und 1877               | 5. November 1990   | 1831 Wikidata   |
| weitere Bilder | Wohnhaus               | Brill Von-der-Tann-Straße 13 Karte  |                                                                                           | zwischen 1867 und 1870               | 28. Februar 1992   | 2073 Wikidata   |
| weitere Bilder | Wohnhaus               | Brill Von-der-Tann-Straße 15 Karte  |                                                                                           | 1888                                 | 19. März 1985      | 368 Wikidata    |
| weitere Bilder | Wohnhaus               | Brill Von-der-Tann-Straße 17 Karte  |                                                                                           | zwischen 1865 und 1880               | 12. Dezember 1991  | 1978 Wikidata   |
| weitere Bilder | Villa                  | Brill Von-der-Tann-Straße 19 Karte  |                                                                                           | 1885/86                              | 29. Oktober 1992   | 2525 Wikidata   |
| weitere Bilder | Remise                 | Brill Von-der-Tann-Straße 21 Karte  | Ehemalige Remise von Von-der-Tann-Straße 19                                               | 1886                                 | 8. Juli 1993       | 3003 Wikidata   |
| weitere Bilder | Wohnhaus               | Brill Von-der-Tann-Straße 23 Karte  | eine D-Nummer mit Von-der-Tann-Straße 25                                                  | 1935                                 | 7. September 1992  | 2408 Wikidata   |
| weitere Bilder | Wohnhaus               | Brill Von-der-Tann-Straße 25 Karte  | eine D-Nummer mit Von-der-Tann-Straße 23                                                  | 1935                                 | 7. September 1992  | 2408 Wikidata   |
| weitere Bilder | Villa                  | Brill Von-der-Tann-Straße 44 Karte  |                                                                                           | 1886                                 | 12. Dezember 1985  | 670 Wikidata    |
| weitere Bilder | Turm                   | Brill Weyerbuschweg Karte           | Weyerbuschturm                                                                            | 1898                                 | 12. Juli 1991      | 1906 Wikidata   |
| weitere Bilder | Wohnhaus               | Brill Weyerbuschweg 1 Karte         | Parkwächterhaus, Haus Weyerbusch                                                          | 1900                                 | 12. Juli 1991      | 1905 Wikidata   |